# Australische Cricket-Nationalmannschaft in Südafrika in der Saison 2011/12
Die Tour der australischen Cricket-Nationalmannschaft nach Südafrika in der Saison 2011/12 fand vom 13. Oktober bis zum 21. November 2011 statt. Die internationale Cricket-Tour war Bestandteil der Internationalen Cricket-Saison 2011/12 und umfasste zwei Tests, drei ODIs und zwei Twenty20s. Die Test- und Twenty20-Serie endete 1–1 unentschieden, während Australien die ODI-Serie 2–1 gewann.

## Vorgeschichte
Für beide Mannschaften war es die erste Tour der Saison, das letzte aufeinandertreffen der beiden Mannschaften bei einer Tour fand in der Saison 2008/09 in Australien statt. Anstatt der sonst üblichen drei Test, wurden auf Grund von Zeitbeschränkungen nur zwei Tests zwischen den Mannschaften angesetzt. Um den wegfallenden Test zu kompensieren, wurde für die geplante Tour 2014 vier Tests abgesprochen, die jedoch abermals auf drei beschränkt wurden.
Da der südafrikanische Verband CSA keinen Titel-Sponsor für die Twenty20-Serie finden konnte vergab es die Rechte kostenfrei an die Wohltätigkeitsorganisation Make a Difference.

## Stadien
Die folgenden Stadien wurden für die Tour als Austragungsort vorgesehen und am 6. Mai 2011 festgelegt:
| Stadion                  | Stadt          | Kapazität | Spiele          |
| ------------------------ | -------------- | --------- | --------------- |
| Centurion Park           | Centurion      | 22.000    | 1. ODI          |
| Sahara Stadium Kingsmead | Durban         | 25.000    | 3. ODI          |
| Sahara Oval St George’s  | Port Elizabeth | 19.000    | 2. ODI          |
| Newlands Cricket Ground  | Kapstadt       | 25.000    | 1. Test; 1. T20 |
| Wanderers Stadium        | Johannesburg   | 34.000    | 2. Test; 2. T20 |

## Kaderlisten
Australien benannte seine ODI- und Twenty20-Kader am 28. September und seinen Test-Kader am 17. Oktober 2011.
Südafrika benannte seine ODI- und Twenty20-Kader am 3. Oktober und seinen Test-Kader am 22. Oktober 2011.
| Test | Test | ODI | ODI | Twenty20 | Twenty20 |
| Südafrika | Australien | Südafrika | Australien | Südafrika | Australien |
| --- | --- | --- | --- | --- | --- |
| - Graeme Smith (K) - AB de Villiers (VK) - Hashim Amla - Mark Boucher (wk) - Jean-Paul Duminy - Paul Harris - Jacques Kallis - Morné Morkel - Ashwell Prince - Vernon Philander - Jacques Rudolph - Dale Steyn - Imran Tahir - Lonwabo Tsotsobe | - Michael Clarke (K) - Shane Watson (VK) - Ricky Ponting - Michael Beer - Trent Copeland - Nathan Lyon - Shaun Marsh - Pat Cummins - Brad Haddin (wk) - Ryan Harris - Phil Hughes - Mike Hussey - Mitchell Johnson - Usman Khawaja - Peter Siddle | - Hashim Amla (K) - Graeme Smith - Mark Boucher (wk) - Johan Botha - Jean-Paul Duminy - Jacques Kallis - Morné Morkel - Faf du Plessis - Imran Tahir - David Miller - Wayne Parnell - Robin Peterson - Dale Steyn - Lonwabo Tsotsobe | - Michael Clarke (K) - Shane Watson (VK) - Doug Bollinger - Pat Cummins - Xavier Doherty - Brad Haddin (wk) - Mike Hussey - Mitchell Johnson - Brett Lee - Shaun Marsh - James Pattinson - Ricky Ponting - Steve Smith - David Warner - Cameron White | - Hashim Amla (K) - Johan Botha - Jean-Paul Duminy - Colin Ingram - Heino Kuhn (wk) - Richard Levi - Ryan McLaren - Morné Morkel - David Miller - Wayne Parnell - Robin Peterson - Graeme Smith - Rusty Theron - Lonwabo Tsotsobe - Albie Morkel | - Cameron White (K) - Shane Watson (VK) - Doug Bollinger - Pat Cummins - Aaron Finch - David Hussey - Brett Lee - Mitchell Marsh - Shaun Marsh - James Pattinson - Ricky Ponting - Steve O’Keefe - Steve Smith - Matthew Wade (wk) - David Warner |

## Tour Match
| 1. – 4. November Scorecard | Potchefstroom | South Africa A 183 (54) & 264 (62) | – | Australians 236 (72.2) & 214-3 (40.4) |
|                            |               | Australians gewinnt mit 7 Wickets  |   |                                       |

## Twenty20 Internationals

### Erstes Twenty20 in Kapstadt
| 13. Oktober Scorecard | Kapstadt | Südafrika 146-7 (20)             | – | Australien 147-5 (19.3) |
|                       |          | Australien gewinnt mit 5 Wickets |   |                         |

### Zweites Twenty20 in Johannesburg
| 17. Oktober Scorecard | Johannesburg | Australien 147-8 (20)           | – | Südafrika 148-7 (19.1) |
|                       |              | Südafrika gewinnt mit 3 Wickets |   |                        |

## One-Day Internationals

### Erstes ODI in Centurion
| 19. Oktober Scorecard | Centurion | Australien 183-4 (29/29)                    | – | Südafrika 129 (22/29) |
|                       |           | Australien gewinnt mit 93 Runs (D/L method) |   |                       |

### Zweites ODI in Port Elizabeth
| 23. Oktober Scorecard | Port Elizabeth | Südafrika 303-6 (50)          | – | Australien 223 (50) |
|                       |                | Südafrika gewinnt mit 80 Runs |   |                     |

### Drittes ODI in Durban
| 28. Oktober Scorecard | Durban (SSK) | Südafrika 222-6 (50)             | – | Australien 227-7 (47.3) |
|                       |              | Australien gewinnt mit 3 Wickets |   |                         |

## Tests

### Erster Test in Kapstadt
| 9. – 13. November Scorecard | Kapstadt | Australien 284 (75) & 47 (18)   | – | Südafrika 96 (24.3) & 236-2 (50.2) |
|                             |          | Südafrika gewinnt mit 8 Wickets |   |                                    |

### Zweiter Test in Johannesburg
| 17. – 21. November Scorecard | Johannesburg | Südafrika 266 (71) & 339 (110)   | – | Australien 296 (76.4) & 310-8 (86.5) |
|                              |              | Australien gewinnt mit 2 Wickets |   |                                      |

## Statistiken
Die folgenden Cricketstatistiken wurden bei dieser Tour erzielt.
| Tests            | Tests      | Tests   | Tests   | Tests   | Tests   | Tests   | Tests   | Tests   |
| Batting          | Batting    | Batting | Batting | Batting | Batting | Batting | Batting | Batting |
| Spieler          | Mannschaft | Spiele  | Innings | Runs    | Average | HS      | 100s    | 50s     |
| ---------------- | ---------- | ------- | ------- | ------- | ------- | ------- | ------- | ------- |
| Hashim Amla      | Südafrika  | 2       | 4       | 239     | 59,75   | 112     | 2       | 0       |
| Graeme Smith     | Südafrika  | 2       | 4       | 185     | 61,66   | 101*    | 1       | 0       |
| Michael Clarke   | Australien | 2       | 4       | 166     | 41,50   | 151     | 1       | 0       |
| AB de Villiers   | Südafrika  | 2       | 3       | 145     | 48,33   | 73      | 0       | 2       |
| Phillip Hughes   | Australien | 2       | 4       | 117     | 29,25   | 88      | 0       | 1       |
| Bowling          |            |         |         |         |         |         |         |         |
| Spieler          | Mannschaft | Spiele  | Overs   | Wickets | Average | BBI     | 5W      | 10W     |
| Vernon Philander | Südafrika  | 2       | 63      | 14      | 13,92   | 5/15    | 2       | 0       |
| Dale Steyn       | Südafrika  | 2       | 66      | 11      | 21,81   | 4/55    | 0       | 0       |
| Morné Morkel     | Südafrika  | 2       | 60      | 8       | 24,50   | 3/9     | 0       | 0       |
| Pat Cummins      | Australien | 1       | 44      | 7       | 16,71   | 6/79    | 1       | 0       |
| Shane Watson     | Australien | 2       | 18.5    | 6       | 12,33   | 5/17    | 1       | 0       |

| ODIs             | ODIs       | ODIs    | ODIs    | ODIs    | ODIs    | ODIs    | ODIs    | ODIs    |
| Batting          | Batting    | Batting | Batting | Batting | Batting | Batting | Batting | Batting |
| Spieler          | Mannschaft | Spiele  | Innings | Runs    | Average | HS      | 100s    | 50s     |
| ---------------- | ---------- | ------- | ------- | ------- | ------- | ------- | ------- | ------- |
| Jacques Kallis   | Südafrika  | 3       | 3       | 145     | 48,33   | 76      | 0       | 2       |
| Michael Hussey   | Australien | 3       | 3       | 112     | 112,00  | 45*     | 0       | 0       |
| David Warner     | Australien | 3       | 3       | 104     | 34,66   | 74      | 0       | 1       |
| JP Duminy        | Südafrika  | 3       | 3       | 95      | 31,66   | 56      | 0       | 1       |
| Ricky Ponting    | Australien | 3       | 3       | 84      | 28,00   | 63      | 0       | 1       |
| Bowling          |            |         |         |         |         |         |         |         |
| Spieler          | Mannschaft | Spiele  | Overs   | Wickets | Average | BBI     | 5W      | 10W     |
| Xavier Doherty   | Australien | 3       | 25      | 5       | 21,80   | 2/33    | 0       | 0       |
| Mitchell Johnson | Australien | 3       | 25      | 5       | 22,60   | 3/20    | 0       | 0       |
| Morné Morkel     | Südafrika  | 3       | 25.3    | 5       | 23,00   | 4/22    | 0       | 0       |
| Dale Steyn       | Südafrika  | 3       | 26      | 5       | 29,80   | 2/48    | 0       | 0       |
| Pat Cummins      | Australien | 3       | 23      | 5       | 30,00   | 3/28    | 0       | 0       |

| Twenty20s        | Twenty20s  | Twenty20s | Twenty20s | Twenty20s | Twenty20s | Twenty20s | Twenty20s | Twenty20s |
| Batting          | Batting    | Batting   | Batting   | Batting   | Batting   | Batting   | Batting   | Batting   |
| Spieler          | Mannschaft | Spiele    | Innings   | Runs      | Average   | HS        | 100s      | 50s       |
| ---------------- | ---------- | --------- | --------- | --------- | --------- | --------- | --------- | --------- |
| JP Duminy        | Südafrika  | 2         | 2         | 67        | 33,50     | 67        | 0         | 1         |
| Cameron White    | Australien | 2         | 2         | 67        | 33,50     | 39        | 0         | 0         |
| Shane Watson     | Australien | 1         | 1         | 52        | 52,00     | 52        | 0         | 1         |
| Shaun Marsh      | Australien | 2         | 2         | 51        | 25,50     | 26        | 0         | 0         |
| Johan Botha      | Südafrika  | 2         | 2         | 38        | 19,00     | 34        | 0         | 0         |
| Colin Ingram     | Australien | 2         | 2         | 38        | 19,00     | 33        | 0         | 0         |
| Bowling          |            |           |           |           |           |           |           |           |
| Spieler          | Mannschaft | Spiele    | Overs     | Wickets   | Average   | BBI       | 5W        | 10W       |
| Pat Cummins      | Australien | 2         | 8         | 5         | 10,40     | 3/25      | 0         | 0         |
| Lonwabo Tsotsobe | Südafrika  | 2         | 8         | 3         | 10,66     | 2/11      | 0         | 0         |
| James Pattinson  | Australien | 2         | 8         | 3         | 16,33     | 2/17      | 0         | 0         |
| Morné Morkel     | Südafrika  | 2         | 8         | 3         | 20,33     | 2/37      | 0         | 0         |
| Johan Botha      | Südafrika  | 2         | 8         | 2         | 24,00     | 1/22      | 0         | 0         |
| Doug Bollinger   | Australien | 2         | 8         | 2         | 29,50     | 1/23      | 0         | 0         |
| Rusty Theron     | Südafrika  | 2         | 7.3       | 2         | 35,00     | 2/28      | 0         | 0         |

## Player of the Series
Als Player of the Series wurden die folgenden Spieler ausgezeichnet.
| Serie | Player of the Series |
| ----- | -------------------- |
| Test  | Vernon Philander     |
| ODI   | Michael Hussey       |

### Player of the Match
Als Player of the Match wurden die folgenden Spieler ausgezeichnet.
| Spiel   | Player of the Match |
| ------- | ------------------- |
| 1. T20  | Shane Watson        |
| 2. T20  | Rusty Theron        |
| 1. ODI  | Ricky Ponting       |
| 2. ODI  | Morné Morkel        |
| 3. ODI  | Shane Watson        |
| 1. Test | Vernon Philander    |
| 2. Test | Pat Cummins         |